# Goedartia mianchiensis
Goedartia mianchiensis är en stekelart som beskrevs av Shi 1988. Goedartia mianchiensis ingår i släktet Goedartia och familjen brokparasitsteklar. Inga underarter finns listade i Catalogue of Life.